# Les Hommes nouveaux (film 1922)
Les Hommes nouveaux è un film muto del 1922 diretto da Émile-Bernard Donatien (Donatien) e Édouard-Émile Violet.

## Produzione
Il film fu prodotto dalla Dal-Film

## Distribuzione
In Ungheria, il film fu presentato nel dicembre 1922 con il titolo Új emberek.
Distribuito dalla Etablissements Louis Aubert, uscì nelle sale cinematografiche francesi il 26 gennaio 1923.